# بادي (اسم)
بَادِي هو اسم علم مذكر من أصل عربي، وجاء الاسم على صيغة الفاعل، ومعناه هو المقيم في البادية.